# Cerkiew Wprowadzenia Matki Bożej do Świątyni w Krzemiennej
Cerkiew Wprowadzenia Matki Bożej do Świątyni w Krzemiennej – drewniana filialna cerkiew greckokatolicka.
Cerkiew zbudowana została w 1867, w miejscu starszej, drewnianej cerkwi. Od 1928 należała do parafii greckokatolickiej w Końskiem.
Po wojnie cerkiew została przejęta przez kościół rzymskokatolicki i służy jako kościół filialny parafii w Dydni.

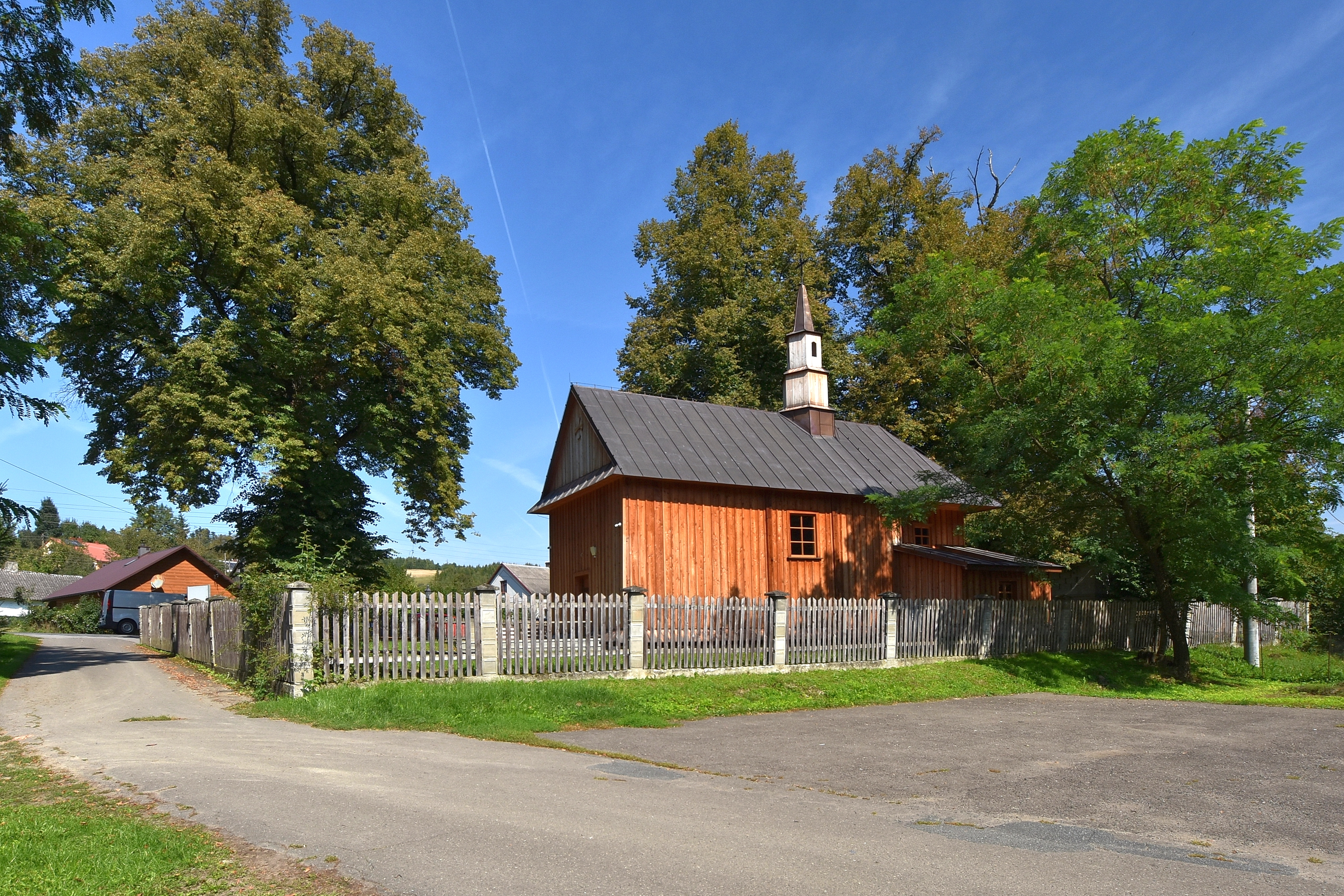
Elewacja południowa
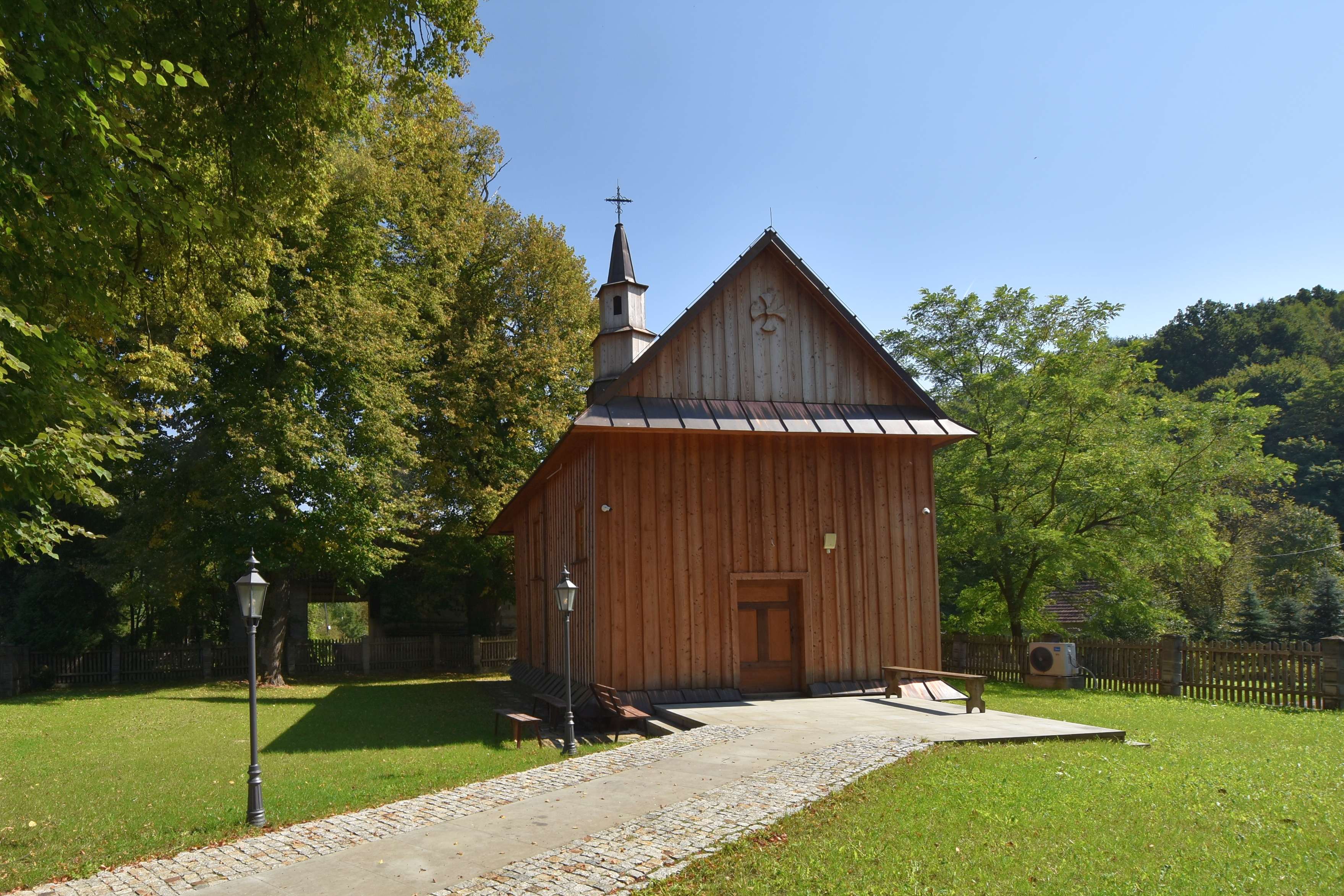
Elewacja północna